# Thomas Aikenhead
Thomas Aikenhead (getauft 28. März 1676 in Edinburgh; † 8. Januar 1697 ebenda) war ein schottischer Medizinstudent, der für seine Kritik am Christentum als „Gotteslästerer“ zum Tode verurteilt wurde. Seine Hinrichtung war die letzte wegen Blasphemie in Großbritannien.

## Leben
Aikenhead war Sohn des Chirurgen und Apothekers James Aikenhead († 1683), der einmal wegen des Verkaufs von angeblich schädlichen Aphrodisiaka gerichtlich belangt worden war, und der Helen Ramsey († 1685), der Tochter des Pfarrers Thomas Ramsey aus Foulden, Berwickshire. Bereits im Alter von neun Jahren Vollwaise geworden, immatrikulierte Aikenhead sich 1693, mit 17 Jahren, an der Universität Edinburgh für ein Medizinstudium. Dort kam er auch mit Büchern damals „atheistischer Schriftsteller“ wie Servet, Descartes, Spinoza und Hobbes in Berührung.

## Prozess und Hinrichtung
Im November 1696 wurde Aikenhead wegen Gotteslästerung angeklagt. Fünf ehemalige „Freunde“ und Mitstudenten sagten als Zeugen gegen ihn aus. Sie berichteten, dass Aikenhead u. a. die folgenden Äußerungen gemacht habe:
- Theologie sei eine Schwärmerei (rhapsody) von schlecht erfundenem Unsinn;
- Gott, die Welt und die Natur seien ein und dasselbe (wörtlich: are but one thing), und die Welt habe seit Ewigkeit bestanden;
- das Christentum sei bald völlig verschwunden, wahrscheinlich schon im Jahr 1800;
- das Alte Testament nenne er „Esras Fabeln“, in Anspielung auf Äsops Fabeln und darauf, dass Esra das Alte Testament erfunden habe;
- Jesus sei ein Betrüger-Messias (wörtlich: impostor Christ) gewesen und habe mit in Ägypten erlernter Magie seine Jünger, eigentlich unverständige Fischer, hinters Licht geführt;
- die Trinität sei unglaubhaft und ihrer Widerlegung nicht wert;
- der Glaube an eine gleichzeitig göttliche und menschliche Natur Jesu sei so absurd wie der Glaube an ein rundes Quadrat oder an einen hircus cervus, ein Tier, das halb Ziegenbock, halb Hirsch sei;
- die Bibel enthalte so viele Widersprüche wie Seiten.

Mit einigen dieser Ansichten zeigt sich Aikenhead von Spinoza beeinflusst, so von dessen Annahme eines weltimmanenten Gottes, der mit der Natur identisch sei („Deus sive Natura“: Spinoza, Ethica IV, praefatio); auch die Ansicht, Esra habe das Alte Testament in großen Teilen geschrieben, geht auf Spinoza zurück (Tractatus theologico-politicus, Kapitel 8).
Während des Prozesses gab sich Aikenhead reuig und widerrief seine Äußerungen, er wurde jedoch am 24. Dezember 1696 zum Tode verurteilt. Das Urteil war juristisch umstritten und wurde nur möglich, indem man ein Statut von 1661 auf Aikenhead anwendete, das die „Verfluchung Gottes oder anderer Personen der Trinität“ zu einem Kapitalverbrechen erklärte.
Aikenhead reichte zwei Gnadengesuche beim schottischen Geheimen Rat ein. Der Rat machte aber eine Begnadigung davon abhängig, dass sich die schottische Kirche für Aikenhead ausspreche. Eine gerade in Edinburgh tagende Generalversammlung der Church of Scotland verlangte jedoch am 6. Januar 1697 die „energische Vollstreckung“ des Todesurteils, um das „Überhandnehmen von Gottlosigkeit und Gotteslästerung in diesem Lande zu zügeln“. So wurde Aikenhead am 8. Januar 1697 an der Straße von Edinburgh nach Leith gehängt und anschließend unter dem Galgen begraben.
Wenige Tage vor seinem Tod hatte er noch einen „Brief an seine Freunde“ geschrieben, in welchem er darlegte, dass er seit seinem zehnten Lebensjahr Gott gesucht habe, ihm aber niemand wirklich ausreichende Gründe für den Glauben habe nennen können, während solche für das Gegenteil leicht zu finden gewesen seien. Zugleich verzieh er seinem Mitstudenten Mungo Craig, der nicht nur im Prozess die belastendsten Aussagen gegen ihn gemacht hatte, sondern ihn noch dazu in einer gedruckten Satire verspottet hatte. Munro Craig nahm nicht einmal hin, dass er von dem kurz vor seinem Tod stehenden Aikenhead kritisiert wurde, sondern brachte sieben Tage nach dessen Hinrichtung, am 15. Januar 1697, ein weiteres Pamphlet gegen Aikenhead zum Druck:
Das Verfahren gegen Aikenhead erregte seinerzeit großes Aufsehen und ist bis heute in Erinnerung geblieben. Der Philosoph John Locke war über die Verurteilung Aikenheads, dem man keinen Anwalt zur Verteidigung gestellt hatte, entsetzt und betrachtete sie als Rechtsbeugung; in Lockes Nachlass befand sich die umfangreichste Sammlung von Materialien zu diesem Fall. Heute pflegt u. a. eine „Thomas Aikenhead Society“ sein Andenken.
Der schottische Historiker Thomas Macaulay schrieb bezüglich Aikenheads Tod, dass die Priester, welche die Mörder des armen Jungen waren, sich um ihn am Galgen drängten und den Himmel mit Gebeten beleidigten, die blasphemischer als alles, was er ausgesprochen hatte gewesen seien.